# Călărețul din Madara
Călărețul din Madara (în bulgară Мадарски конник, Madarski konnik) este un relief sculptat în Evul Mediu timpuriu într-o stâncă de pe platoul Madara, la est de Șumen, în nord-estul Bulgariei, lângă satul Madara. Monumentul datează din preajma anului 710 e.n. și este înscris în lista patrimoniului mondial UNESCO din 1979.
Relieful reprezintă un călăreț, la 23 m înălțime, pe o stâncă aproape verticală, de 100 m înălțime. Călărețul, cu fața spre dreapta, aruncă o suliță într-un leu aflat la picioarele calului. În fața lui zboară o acvilă și după el aleargă un câine. Scena reprezintă simbolic o victorie militară. Monumentul a fost realizat în timpul hanului bulgar Tervel, și reprezintă probabil chiar pe han și o faptă a bulgarilor, trib turcic nomad de războinici stabilit în Bulgaria de nord-est la sfârșitul secolului al VII-lea și, după ce s-a amestecat cu slavii locali, a dat naștere poporului bulgar. Alte teorii leagă relieful de tracii antici, susținând că el reprezintă un zeu trac.

## Recunoașterea
Călărețul din Madara este reprezentat pe aversul monedelor bulgărești de mică valoare (1 până la 50 stotinki) emise în 1999 și 2000. Călărețul din Madara a câștigat în 2008 un sondaj pentru stabilirea designului viitoarelor monede euro bulgărești, cu 25,44% din voturi.
Vârful Madara de pe insula Livingston din Insulele Shetland de Sud, Antarctica, este botezat după situl istoric de la Madara.